# 日內瓦大劇院
日內瓦大劇院（法語：Grand Théâtre de Genève）是位於瑞士城市日內瓦的一座歌劇院。日內瓦大劇院開業於1876年，在1951年發生大火，1962年重新開業。

## 外部連結

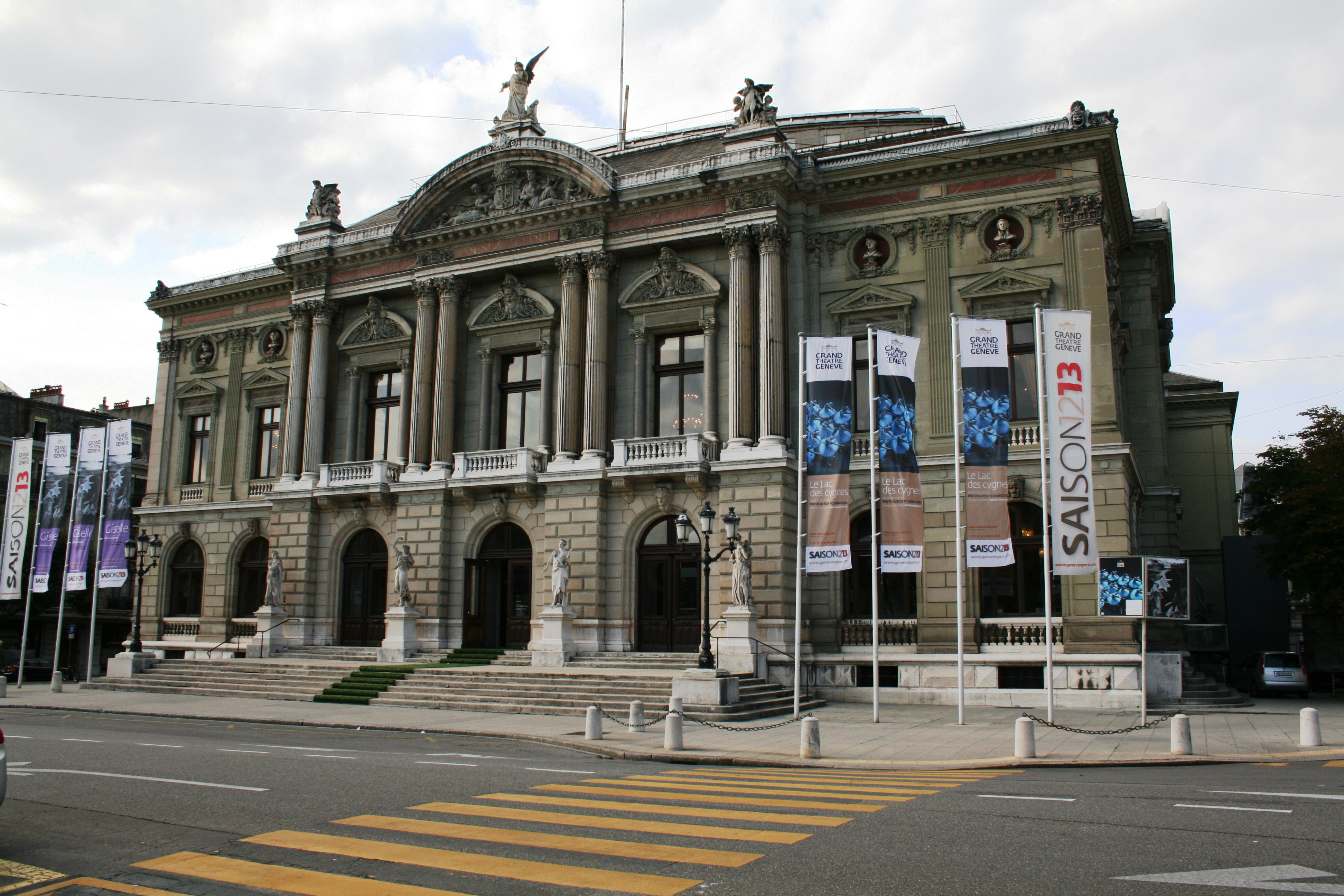
劇院外貌

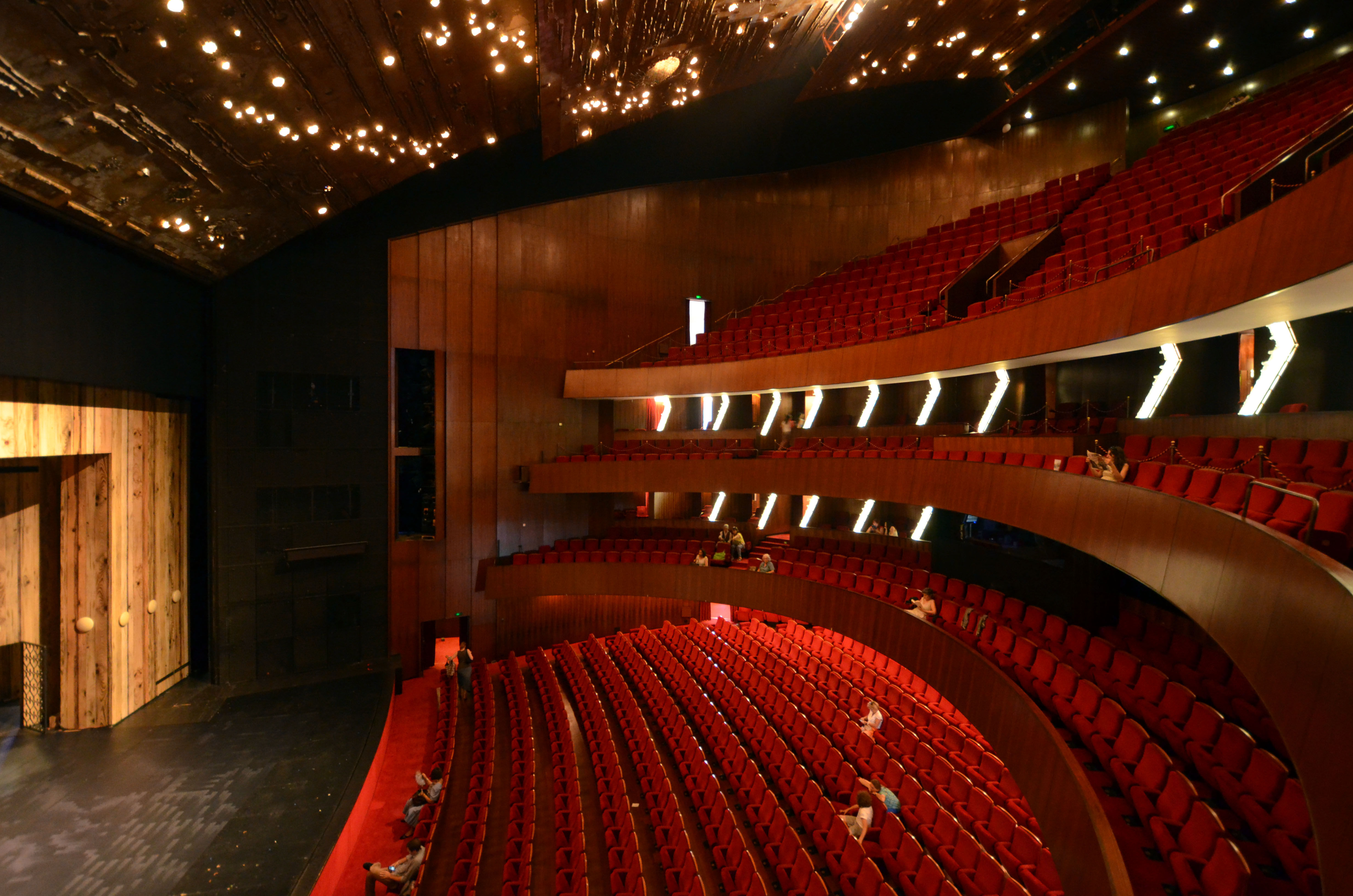
劇院大堂

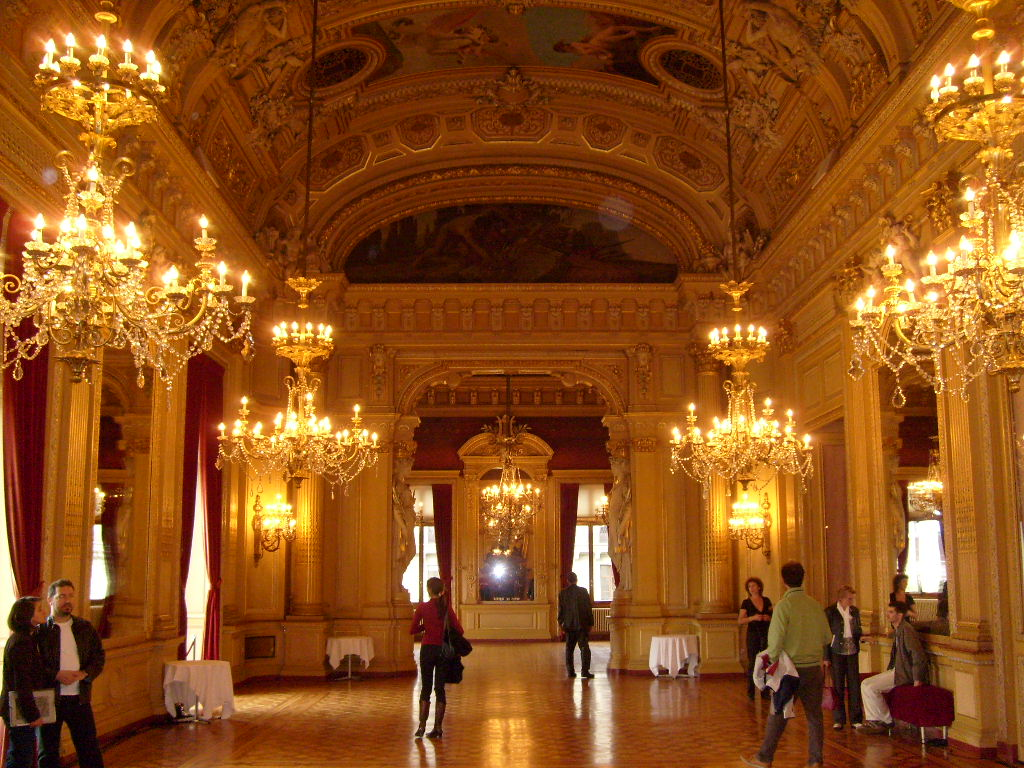
劇院門廳

- Grand Théâtre de Genève website （页面存档备份，存于） （法文）

46°12′07″N 6°08′33″E / 46.2019°N 6.1426°E